# Klášterecká kotlina
Klášterecká kotlina je geomorfologický okrsek v jihozápadním cípu Chomutovsko-teplické pánve v okrese Chomutov. Území s rozlohou 21,6 km² je na severu ohraničeno Krušnými a na jihu Doupovskými horami.

## Poloha a sídla
Severozápadní hranice okrsku s Krušnými horami vede od západního okraje Útočiště podél úpatí Krušných hor až k Nové Vísce, kde se stočí k jihu do prostoru Lomu Nástup – Tušimice. Dále prochází výsypkami mezi elektrárnou Prunéřov a severním okrajem Kadaně okolo východního úpatí Jezerní hory k zaniklé vesnici Mikulovice. Tam se stočí k jihozápadu, dosáhne toku Ohře a podél jižního a západního okraje Klášterce nad Ohří se vrací údolím Širokého potoka zpět k úpatí Krušných hor.

## Geologie a geomorfologie
Geologická stavba Klášterecké kotliny je složitá. Do východního cípu zasahují sedimentární horniny ze svrchního oligocénu až spodního miocénu jako jsou písky, štěrky, jíly a uhelné sloje. V oblasti mezi Kadaní a Miřeticemi převažují třetihorní pyroklastika bazaltových hornin. Samotné Miřetice však stojí nad oblastní ostrůvkovitého výskytu třetihorních intruzivních hornin zastoupených různými druhy bazaltů. V podloží severozápadní poloviny území a v oblasti podél Prunéřovského potoka pod Mikulovicemi se vyskytují předvariské intruzivní horniny a horniny neznámého stáří zastoupené různými druhy metagranitů a ortorul.
V geomorfologickém členění Česka je okrsek s označením IIIB-3B-1 součástí celku Mostecká pánev a podcelku Chomutovsko-teplická pánev. Na východě hraničí s Březenskou pánví, na jihu s Doupovskými horami a na severu s Krušnými horami. Povrch severní části území je pozměněn povrchovou těžbou hnědého uhlí, výsypkami, skládkami a odkališti.

## Vodstvo
Největším vodím tokem, který se přibližuje k jižní hranici okrsku je řeka Ohře. Vzhledem k ní je území příčně rozděleno menšími přítoky, ke kterým patří Široký, Klášterecký, Podmileský, Prunéřovský a Hradišťský potok. Potoky vytváří náplavové kužely a ze staršího pleistocénu pochází jejich říční terasy.